# Torneo de New Haven 2016
El Connecticut Open 2016 será la 48.ª edición del torneo femenino de tenis de la Serie Premier de la WTA Tour 2016. Se llevará a cabo en el Centro de Tenis Cullman-Heyman en New Haven, Connecticut, Estados Unidos, del 21 de agosto al 27 de agosto. Se utilizarán canchas duras al aire libre. El torneo, forma parte del US Open Series 2016.

## Cabezas de serie

### Individual femenino
| Tenista                   | Ranking | Preclasificada |
| Agnieszka Radwańska       | 4       | 1              |
| Roberta Vinci             | 8       | 2              |
| Madison Keys              | 9       | 3              |
| Svetlana Kuznetsova       | 10      | 4              |
| Johanna Konta             | 13      | 5              |
| Petra Kvitová             | 14      | 6              |
| Timea Bacsinszky          | 15      | 7              |
| Karolína Plíšková         | 17      | 8              |
| Anastasiya Pavliuchenkova | 18      | 9              |
| Elina Svitolina           | 19      | 10             |
| Barbora Strýcová          | 20      | 11             |

- Ranking del 15 de agosto de 2016

### Dobles femenino
| Tenista                                        | Ranking | Preclasificada |
| Tímea Babos Yaroslava Shvédova                 | 16      | 1              |
| Sania Mirza Monica Niculescu                   | 17      | 2              |
| Andreja Klepač Katarina Srebotnik              | 57      | 3              |
| Anabel Medina Garrigues Arantxa Parra Santonja | 68      | 4              |

## Campeonas

### Individual femenino
Agnieszka Radwańska venció a  Elina Svitolina por 6-1, 7-6(3)

### Dobles femenino
Sania Mirza /  Monica Niculescu vencieron a  Kateryna Bondarenko /  Chia-Jung Chuang por 7-5, 6-4